# 반곡리 산신제
반곡리 산신제는 대한민국 충청남도 논산시 양촌면 반곡리에서 행해지는 산신제이다. 2014년 1월 2일 논산시의 향토문화유산 제44호로 지정되었다.

## 개요
매년 새해를 맞아 풍년 및 마을의 안녕을 기원하는 산신제이다.